# Bennigser Burg
Die Bennigser Burg, auch unter dem Namen Meinser Burg bekannt, war eine frühmittelalterliche Ringwallanlage, deren Reste sich auf der Ostseite des Deisters beim Springer Ortsteil Bennigsen in Niedersachsen befinden. Die Wallburg auf einem Bergrücken diente wahrscheinlich als Fliehburg der Bevölkerung. Eine Ausgrabung von 1937 ordnete die Anlage in das 10. Jahrhundert ein.

## Lage
Die frühere Befestigungsanlage liegt am Südostende des Deisters zwei Kilometer südwestlich von Bennigsen und etwa 300 m östlich der B 217. Sie wurde in der Art einer Höhenburg strategisch günstig auf einem Geländerücken angelegt. Ihre Wälle fielen mit der Hauptburg von oben beginnend nach unten ab. An zwei Seiten gewährten zwei tief eingeschnittene, schluchtartige Bachläufe natürlichen Schutz. Die Wallanlage lag in der Nähe alter Verkehrswege. Das war der Königsweg, der als Höhenweg vom Deisterkamm her auf sie zuführte. In der Ebene unterhalb der Anlage verlief im Osten die Heerstraße Hameln–Hannover, die das Leine- mit dem Wesertal verband. In diese Himmelsrichtung orientiert sich die Burg mit ihren Toröffnungen. Das Burggelände war lange mit dichtem Nadelhochwald bestanden, der keinen Gesamtüberblick erlaubte. 2023 wurde der Wald auf dem Burggelände gerodet und es erfolgte eine Neubepflanzung. 
In der Nähe der Burg am Osthang des Deisters finden sich zahlreiche frühgeschichtliche Hügelgräber.

## Beschreibung

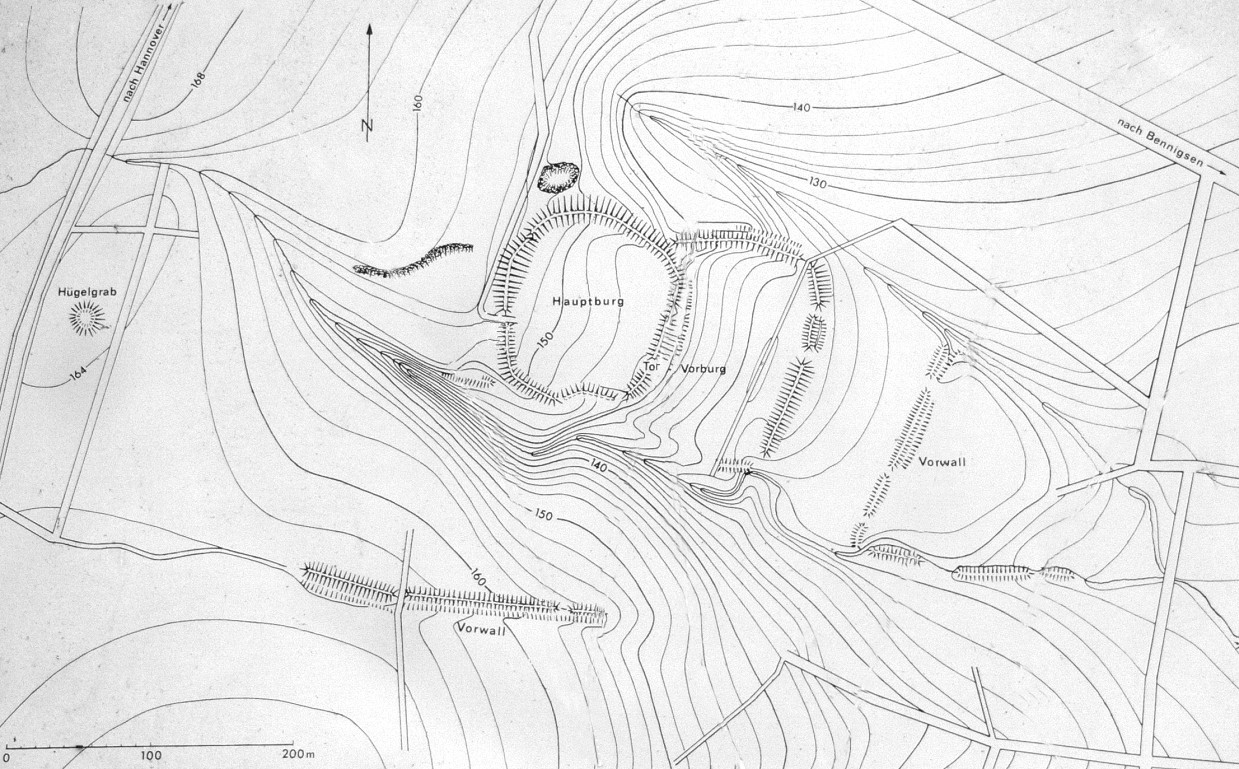
Lageplan der Anlage

Von der Befestigungsanlage sind heute noch 3 bis 5 Meter hohe Erdwälle vorhanden. Es ist davon auszugehen, dass den Wällen früher eine mehrere Meter hohe Mauer aus Steinen oder Holzstämmen vorgesetzt war. Obwohl es bisher keine genauere archäologische Untersuchung gab, ist dies aufgrund der Bauweise ähnlich gestalteter Anlagen (Isenburg, Wirkesburg, Heisterburg) aus gleicher Zeit in der näheren Umgebung anzunehmen.
Das Kernwerk der Wallanlage befindet sich an der höchsten Stelle des Geländerückens. Es besteht aus einem umwallten Rechteck von 140 × 160 Metern. Am darunter liegenden Hang schließt sich eine Vorburg von 100 × 185 Meter Größe an. Mit rund vier Hektar umwallter Gesamtfläche gehört die Bennigser Burg zu einer der größeren ihrer Art in der Gegend. Etwa 100 Meter hangabwärts von der Vorburg liegt ein 230 Meter langer Vorwall mit einem Graben. Da keine Seitenwälle vorhanden sind, könnten die Flanken früher mit Palisaden oder Hecken abgesichert worden sein.

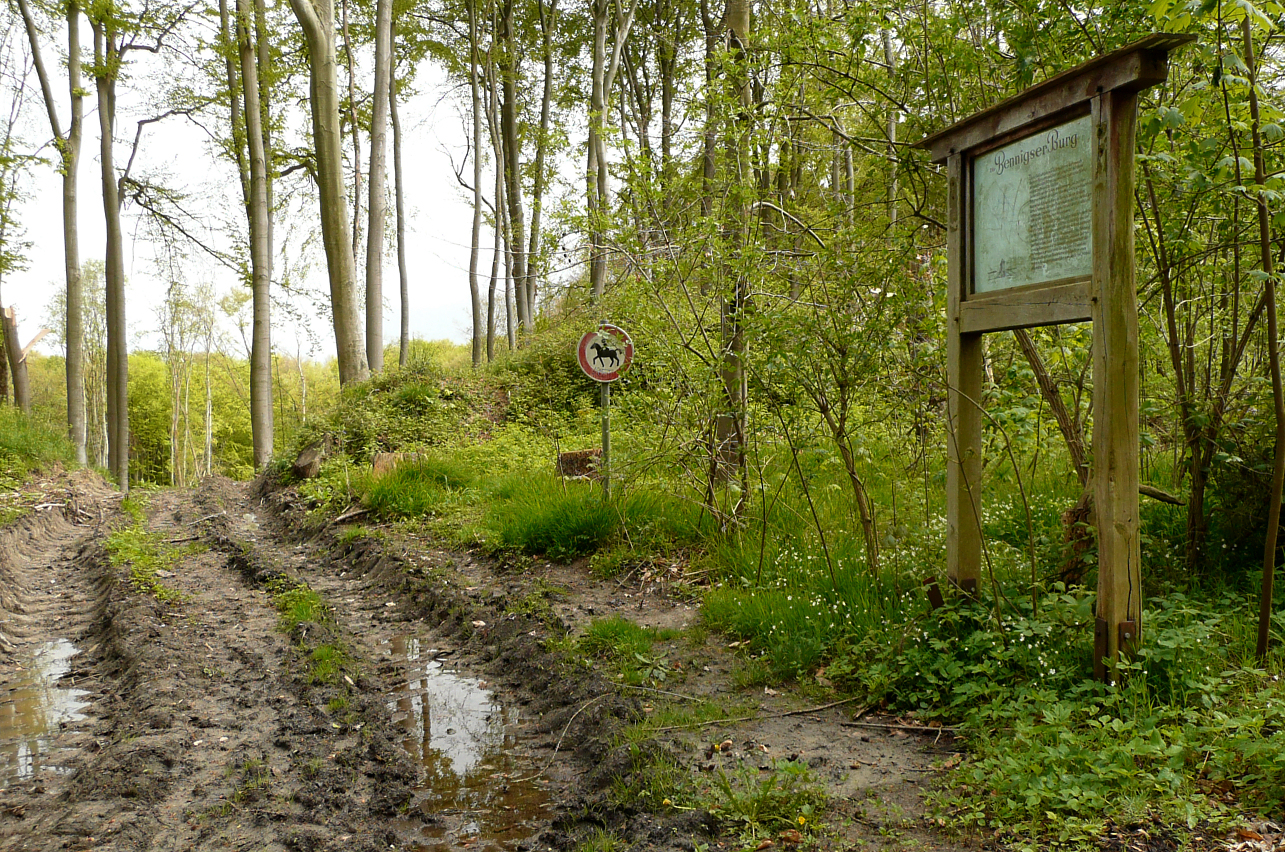
Infotafel außerhalb der Anlage
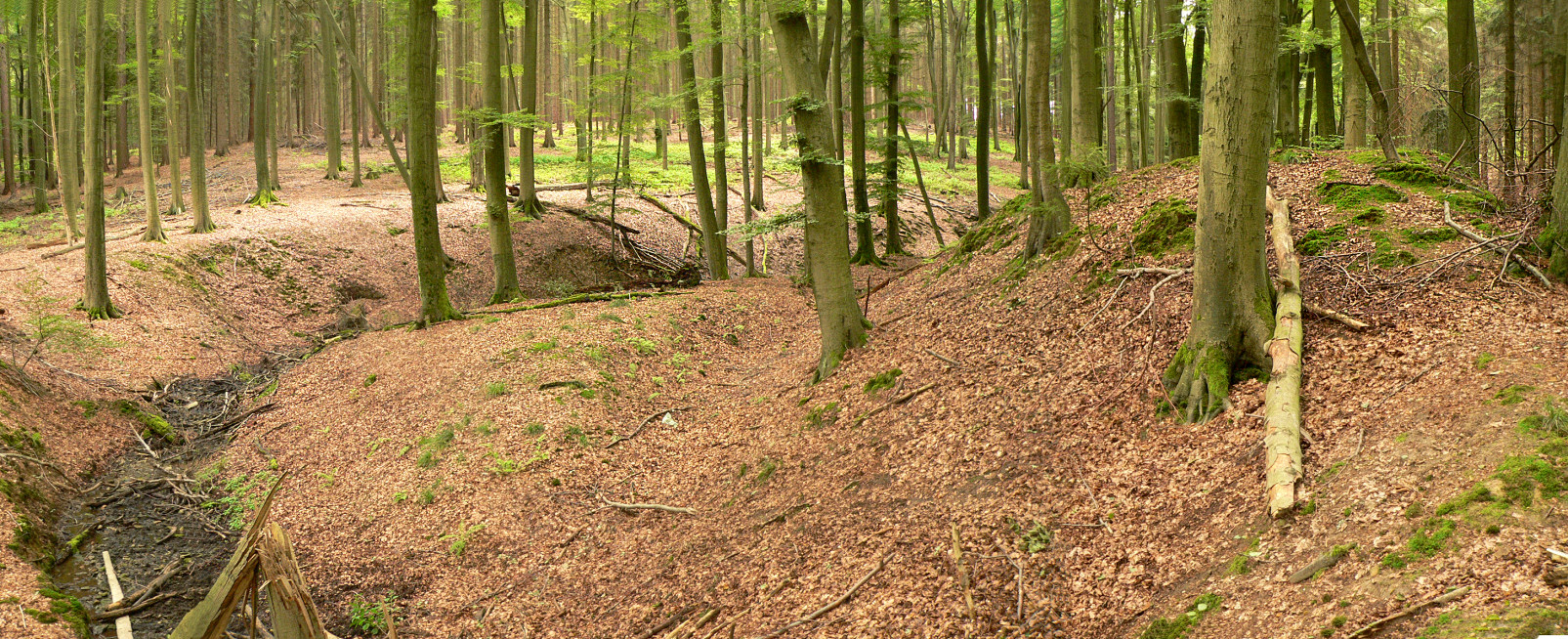
Natürlicher Schutz durch einen Bachlauf links, rechts der Wall der Befestigungsanlage
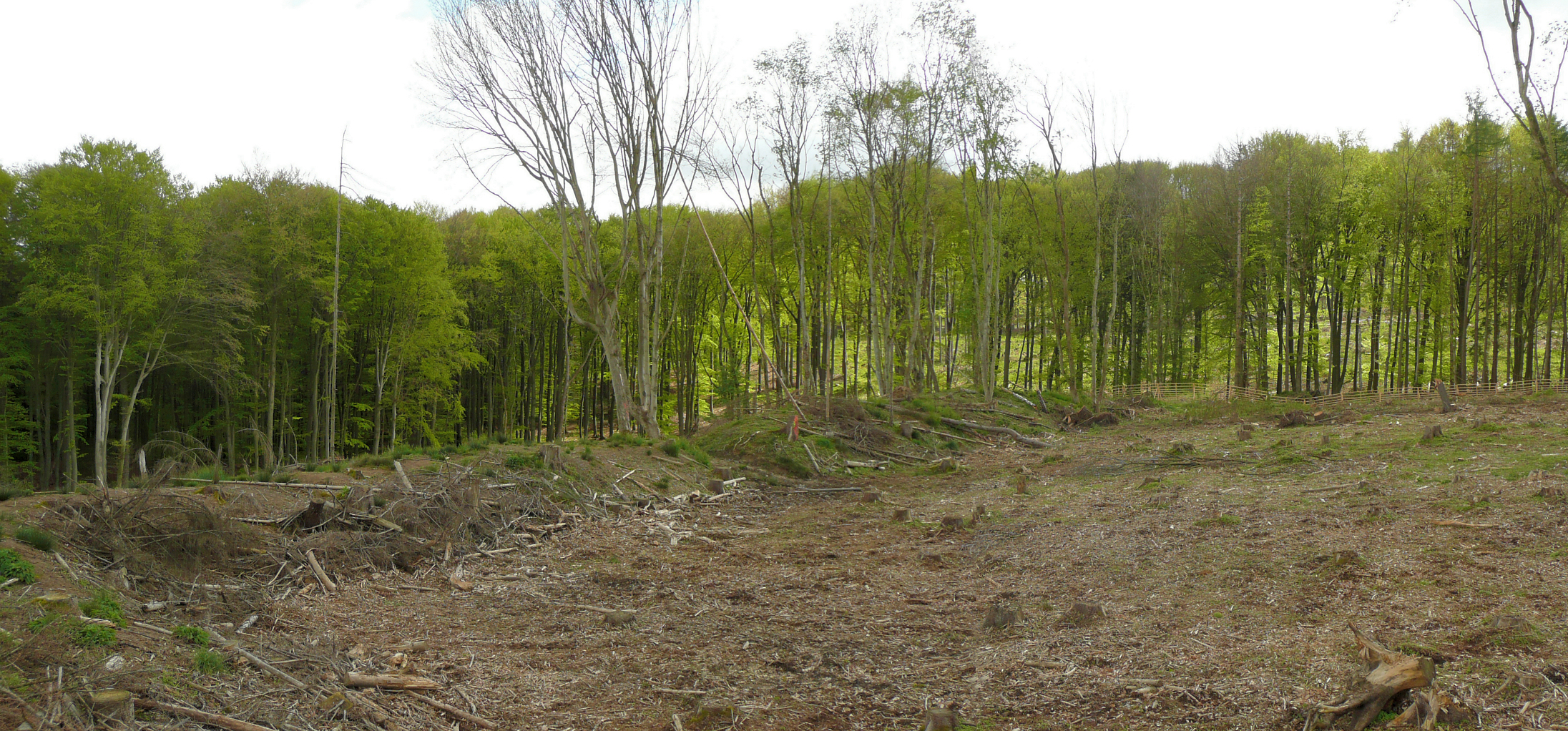
Innenraum ohne Wald

## Untersuchungen
Eine Ausgrabung begrenzten Umfangs fand auf dem Gelände der Wallburg im Jahr 1937 statt. Sie beschränkte sich auf die Reste eines Tores zwischen der Haupt- und der Vorburg. Der gute Erhaltungszustand der vorgefundenen Mauerreste ließ eine zeichnerische Rekonstruktion dieses Teils der Anlage zu. Weitere Untersuchungen im Inneren der Wallanlage, die Hinweise auf eine frühere Besiedelung ergeben könnten, wurden bis heute nicht vorgenommen.
2017 führten Studierende der Geoinformatik von der Universität Hannover eine Vermessung der Befestigungsanlage mittels Tachymeter durch. Sie diente zur Anfertigung eines digitalen Geländemodells und eines Höhenlinienplans, was dem Niedersächsischen Landesamt für Denkmalpflege zur Verfügung gestellt wird. Derartige Vermessungen archäologisch bedeutsamer Anlagen finden seit Jahrzehnten im Zusammenwirken der Universität Hannover mit dem Landesamt statt. Für die Bennigser Burg gab es bis dahin einen Höhenlinienplan von 1956.

### Untersuchtes Tor

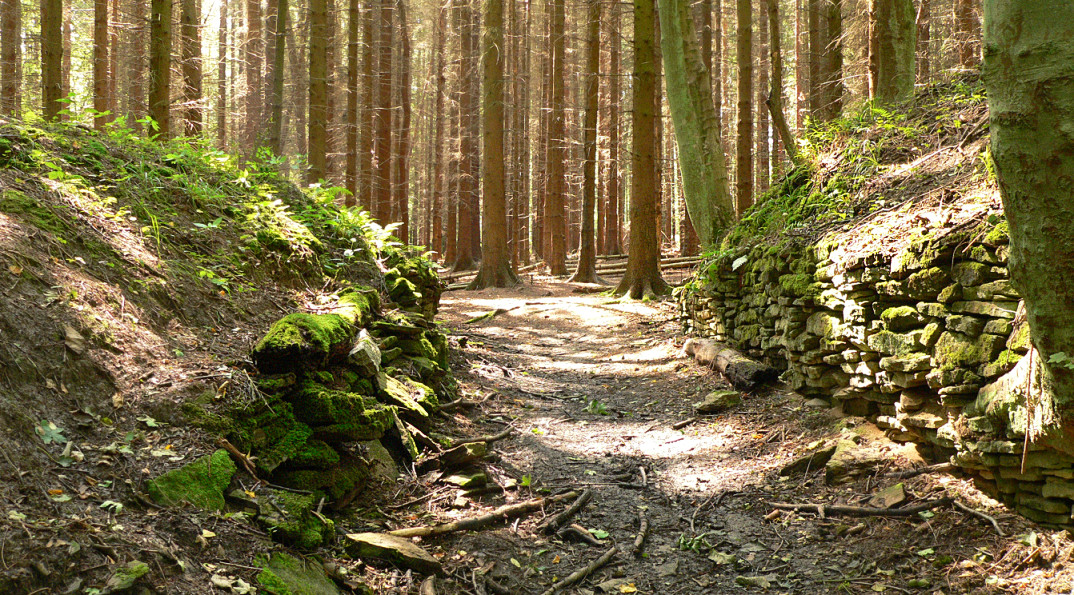
Nach Ausgrabung von 1937 rekonstruierter Toreingang

Bei der Grabung von 1937 wurde nur der nähere Bereich um ein früheres Tor untersucht. Dabei wurde der Torbereich mit seinen seitlichen Mauerwangen rekonstruiert zurückgelassen, so dass der heutige Besucher eine Vorstellung von dem früheren Eingang erhält. Das Tor lag in dem Wall, der die Hauptburg von der Vorburg abgrenzte. Die Toröffnung bestand aus einer 3 m breiten und etwa 15 m langen Torgasse. Die Gasse führte aus der Hauptburg heraus und wurde durch Steinmauern gebildet. Die Mauern bestanden aus Kalksteinplatten, die mit Lehm und Ton verbunden wurden. Reste von Holzpfosten im Zentrum des Torbereichs ließen auf eine Überbauung mit einem hölzernen Torturm schließen. Auf dem Steinpflaster der Torgasse lagen Scherben von Keramikgefäßen des 10. Jahrhunderts, auf der im Wesentlichen die zeitliche Einordnung beruht. Darüber hinaus wurde die weitere Absicherung der Hauptburg zur Vorburg hin in diesem Bereich untersucht. Sie bestand aus einem doppelten Spitzgraben, über dem sich, im Bereich der Torzufahrt, eine Erdbrücke befand.

## Geschichte

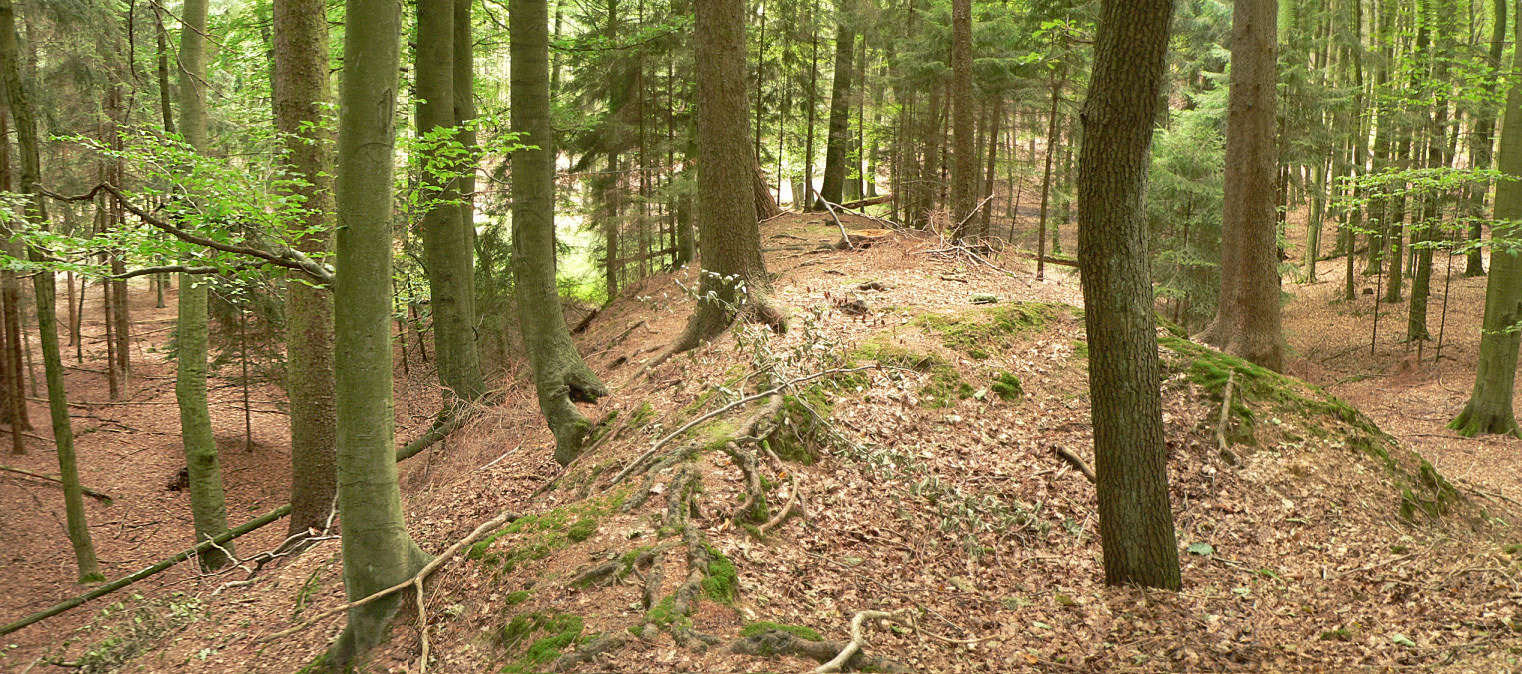
Wallkrone

Eine historische Überlieferung zu der Befestigungsanlage besteht nicht. Auf Karten des 16. bis 18. Jahrhunderts wird sie als „Meinser Burg“ bezeichnet. Der heutige Name ist wahrscheinlich auf die Nähe zum Ort Bennigsen zurückzuführen. Während des 9. und 10. Jahrhunderts, dem vermutlichen Entstehungszeitpunkt der Anlage, bestand in diesem Dorf eine größere Grundherrschaft (erstmals 969 erwähnt), deren Vertreter als Erbauer infrage kommen könnten. Wegen der Größe und des Aufbaus kommt als Funktion der Wallanlage eine Fliehburg für die Bevölkerung in Zeiten der Gefahr infrage.

## Ähnliche Befestigungsanlagen der näheren Umgebung
- In der Ebene:
  - Isenburg bei Barsinghausen-Landringhausen
  - Düsselburg bei Rehburg
  - Lüningsburg bei Neustadt am Rübenberge

- In der Höhe:
  - Heisterburg bei Lauenau-Feggendorf
  - Wirkesburg bei Lauenau-Feggendorf
  - Barenburg bei Eldagsen
  - Heisterschlösschen bei Beckedorf
  - Kukesburg bei Springe-Altenhagen
  - Sachsenwall bei Nordstemmen

Befestigungswerke dieser Art wurden von der archäologischen Forschung ursprünglich als sächsisch oder als Heinrichsburgen angesehen. Die neuere Forschung ordnet die Bauwerke im Raum der Mittelweser und der Leine dagegen einer Zeitspanne vom 8.–12. Jahrhundert zu. Wegen fehlender Besiedlung dürften die Anlagen nur sporadisch genutzt worden sein und als Fliehburgen gedient haben. Bei den im Deisterraum gelegenen Anlagen (Wirkesburg, Bennigser Burg, Heisterschlösschen) ist typisch, dass sie auf abfallenden Bergrücken und in der Nähe eines Bachlaufs errichtet wurden.